# 시부야 스트림
시부야 스트림(일본어: 渋谷ストリーム)은 일본 도쿄에 위치한 마천루다. 구글 재팬이 있다.

## 같이 보기
- 일본의 건축물 및 구조물 목록
- 도쿄의 건축물 및 구조물 목록